# Andropogon pumilus
Andropogon pumilus är en gräsart som beskrevs av William Roxburgh. Andropogon pumilus ingår i släktet Andropogon och familjen gräs. Inga underarter finns listade i Catalogue of Life.